# Eloi Alphonse Maxime Dovo
Eloi Alphonse Maxime Dovo, né en 1958, est un diplomate et homme politique malgache. Il est ministre des Affaires étrangères de 2018 à 2019.

## Biographie
En 1978, Eloi Alphonse Maxime Dovo a obtenu son certificat de professeur d'éducation générale et un diplôme d'anglais. Débarqué en 1980, il était professeur d'anglais et de français à Madagascar. En 1986, il a obtenu un diplôme en russe et en relations internationales, suivi d'un diplôme en gestion et coopération économique internationale. En 1986-1987, il a travaillé comme assistant à l'École de droit, d'économie et de gestion de l'Université d'Antananarivo.
De 1987 à 1988, Eloi Alphonse Maxime Dovo a débuté au ministère des Affaires étrangères de Madagascar, à la tête du bureau des relations bilatérales avec l'Europe. En 1989, il est chargé des relations bilatérales avec le continent américain. De 1991 à 1994, il est devenu représentant officiel du ministère des Affaires étrangères. 
De 1994 à 1997, Eloi Alphonse Maxime Dovo a travaillé dans le secteur privé en tant que représentant autorisé des sociétés Labouffe, Socorex et SoreTrans Gaship. 
En 1997, il est retourné brièvement au Ministère des affaires étrangères, avant d'entrer au Ministère de la justice en tant que représentant non permanent au Seal Security Office. 
En novembre 2002, après avoir été conseiller général de l'ambassade malgache à Paris, il est nommé ambassadeur en Russie. Le 16 avril 2003, Eloi Alphonse Maxime Dovo présente ses lettres de créance au président russe Vladimir Poutine.
Il est nommé ministre des Affaires étrangères le 11 juin 2018 au sein du gouvernement de Christian Ntsay. Peu de temps après, il participe pour la première fois au sommet de l'Union africaine en tant que chef de la diplomatie de son pays.